# NGC 4393
NGC 4393 est une galaxie spirale intermédiaire relativement rapprochée et située dans la constellation des Chevelure de Bérénice. NGC 4393 a été découverte par l'astronome germano-britannique William Herschel en 1785.

## Caractéristiques
La classe de luminosité de NGC 4393 est IV et elle présente une large raie HI.

### Distance
Sa vitesse par rapport au fond diffus cosmologique est de 1 040 ± 20 km/s, ce qui correspond à une distance de Hubble de 15,3 ± 1,1 Mpc (∼49,9 millions d'al).
À ce jour, quatre mesures non basées sur le décalage vers le rouge (redshift) donnent une distance de 11,650 ± 1,723 Mpc (∼38 millions d'al), ce qui est à l'extérieur des valeurs de la distance de Hubble. Puisque cette galaxie est relativement rapprochée du Groupe local, cette distance est peut-être plus près de sa distance réelle que la distance de Hubble. Notons que c'est avec la valeur moyenne des mesures indépendantes, lorsqu'elles existent, que la base de données NASA/IPAC calcule le diamètre d'une galaxie.

### Brillance de surface
En raison d'une brillance de surface égale à 15,16 mag/am2, on peut qualifier NGC 4393 de galaxie à faible brillance de surface (LSB en anglais pour low surface brightness). Les galaxies LSB sont des galaxies diffuses (D) avec une brillance de surface inférieure de moins d'une magnitude à celle du ciel nocturne ambiant.

### Région de formation d'étoiles
Les objets IC 3329 et IC 3323 situés près de cette galaxie sur la sphère céleste sont des régions de formation d'étoiles et une étoile situées dans notre galaxie.

## Groupe de NGC 4725
Selon un article publié par Abraham Mahtessian en 1998, NGC 4393 fait partie d'un groupe de galaxies qui compte au moins 16 membres, le groupe de NGC 4725, la galaxie la plus brillante du groupe. Les autres galaxies de ce groupe sont NGC 4245, NGC 4251, NGC 4274, NGC 4278, NGC 4283, NGC 4308, NGC 4310, NGC 4314, NGC 4448, NGC 4494, NGC 4559, NGC 4565, NGC 4670, NGC 4725 et NGC 4747.
D'autre part, les galaxies NGC 4245, NGC 4251, NGC 4274, NGC 4278, NGC 4283, NGC 4310 et NGC 4314 font partie d'une autre groupe décrit par A.M. Garcia dans un article publié en 1993, le groupe de NGC 4274.
Trois autres galaxies du groupe NGC 4725 de Mahtessian se retrouvent aussi dans deux autres groupes de Garcia : NGC 4308 dans le groupe de NGC 4631 ainsi que NGC 4494 et NGC 4565 dans le groupe de NGC 4565. Les frontières entre les groupes ne sont pas clairement établies et dépendent des critères de proximité utilisés par les auteurs.